# Адольф Пегу

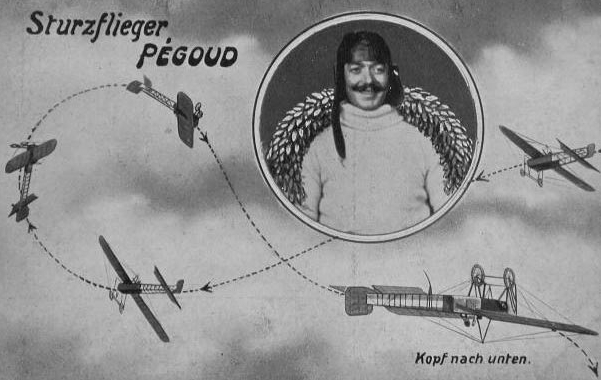
Пегу на листівці (1913)

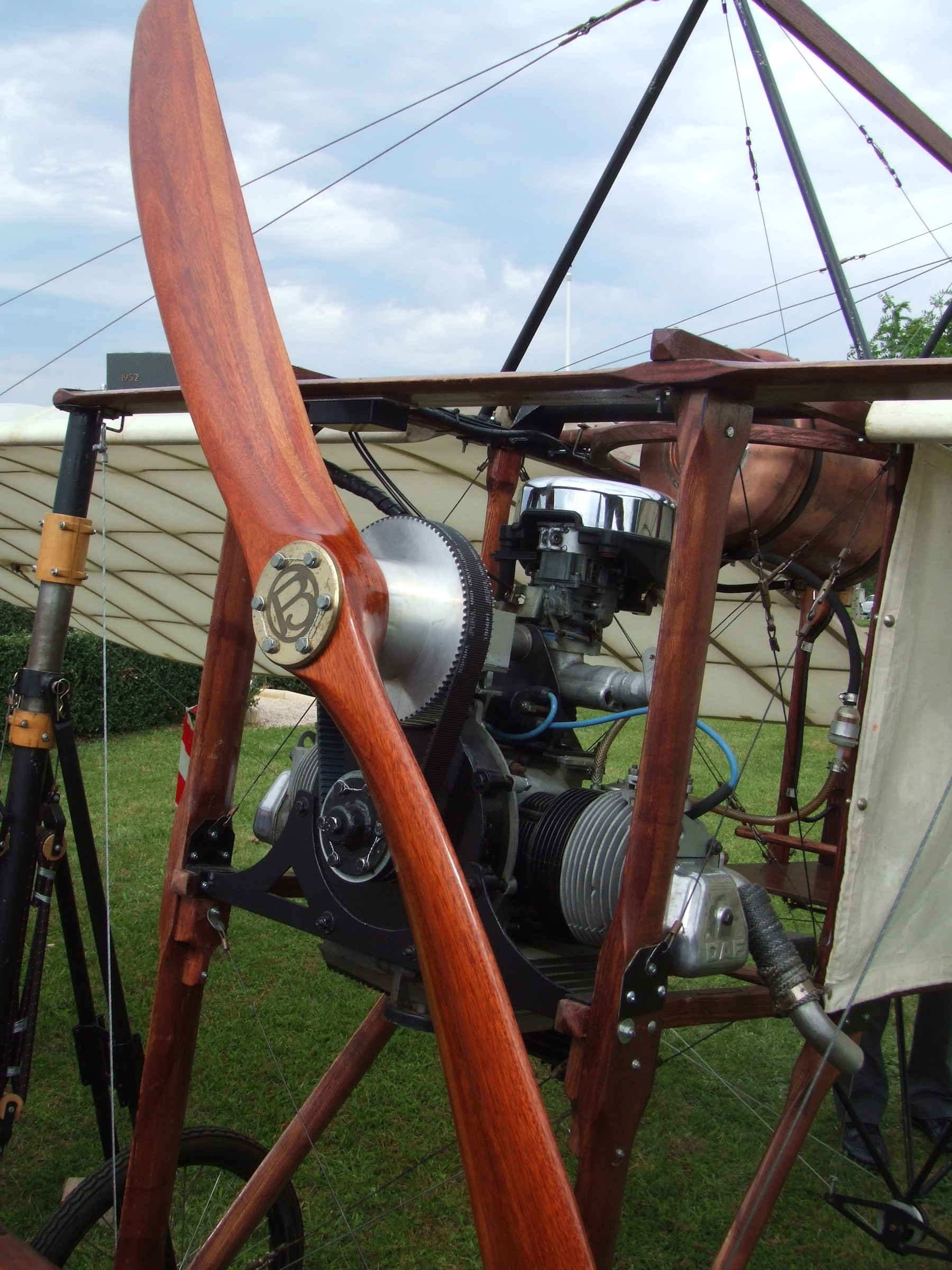
Літак Пегу, реконструкція (2011)

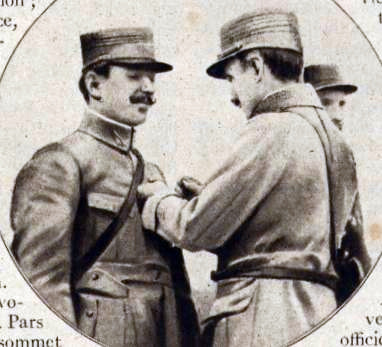
Пегу одержує Військовий хрест, фото з газети Lectures pour tous за 1 березня 1917 року.

Адо́льф Селесте́н Пегу́ (фр. Célestin Adolphe Pégoud; 13 червня 1889, Монферра, Ізер — 31 серпня 1915, Петі-Круа, Територія Бельфор) — французький піонер авіації, учасник Першої світової війни.

## Біографія
Народився 13 червня 1889 року на півдні Франції у невеликому містечку Монферра в департаменті Ізер. У вісімнадцять років пішов добровольцем до армії, підписавши 5-річний контракт і був зарахований у 5-й полк африканської легкої кавалерії Régiment de Chasseurs d'Afrique. Разом зі своєю частиною брав участь у кількох кампаніях з «упокорення» бунтівних племен Північної Африки, колонізованої Францією.
У травні 1908 року Адольф захворів на малярію і був евакуйований до Франції. Перебіг хвороби був тяжкий, й лише в наступному році його визнали придатним до продовження служби. За власним бажанням Пегу отримав призначення в 12-й гусарський полк Régiment de Hussards, розквартирований в метрополії, а 29 січня 1910 року його перевели в 3-й колоніальний артилерійський полк Régiment d'Artillerie Coloniale, який захищав базу флоту в Тулоні.
Пегу вважається одним з гіпотетичних перших виконавців мертвої петлі.
У травні 1914 року Пегу відвідав Москву, де на Ходинському аеродромі здійснив публічну демонстрацію петлі, а також дав урок пілотування майбутньому авіаконструкторові Олександру Архангельському.
Французький льотчик особисто зустрівся з Нестеровим та визнав його пріоритет, а 18 травня Нестеров, Пегу і Жуковський спільно виступили в Політехнічному музеї. Велику популярність Пегу здобув не лише в Росії, але й у Німеччині. Він якраз збирався вирушити на запрошення до США, коли почалася Перша світова війна й Пегу одержав повістку про мобілізацію.
Спершу Пегу брав участь в обороні Парижа, а згодом був відкомандирований з розвідувальною метою до Мобеж. Наступного місяця його літак було підбито, але Пегу зміг пролетіти ще 10 км у планерному режимі й приземлився на французькому боці. 5 лютого 1915 року він збив два німецькі літаки, а третій змусив приземлитися на французькій території. З квітня перебував у складі ескадрильї в Бельфорі. 18 липня Пегу збив уже шостий літак, ставши таким чином першим офіційним асом Першої світової війни.
Уранці 31 серпня 1915 року Пегу провів свій останній повітряний бій. Пегу загинув від кулі, яка влучила в серце, коли перебував на висоті 2000 м над селом Петі-Круа (Територія Бельфор). За кілька днів до смерті був нагороджений орденом Почесного легіону. 6 вересня німецький екіпаж скинув на місці бою лавровий вінок з написом «À Pégoud, mort en héros pour sa Patrie. Son adversaire.» (Для Пегу, що загинув як герой за батьківщину. Від противника). На місці загибелі Пегу 23 вересня 1917 року було споруджено меморіальну стелу, яку 15 травня 1982 року перенесено у центр села Петі-Круа. Пегу похований на цвинтарі Монпарнас.